# Audi Q3
L'Audi Q3 è un'autovettura di tipo SUV prodotta dalla casa automobilistica tedesca Audi. È il 3º modello della serie "Q", più compatto delle Audi Q5 e Q7. Conserva lo stesso stile delle altre Audi ed è stata presentata nel 2011. Nel 2018 è entrata in produzione la seconda generazione del modello. Nel 2025 è stata presentata la terza generazione del modello.

## Prima generazione (2011-2018)

### Profilo
Veniva costruita sul pianale PQ35 (lo stesso della Volkswagen Tiguan) ed era lunga 4,39 metri, larga 1,83 e alta 1,60. Dal 2018 viene costruita sul pianale MQB (lo stesso della Volkswagen Golf) ed è lunga 4,48 metri, larga 1,85 e alta 1,61. Viene assemblata nello stabilimento spagnolo di Martorell, vicino a Barcellona. Il costruttore garantisce un bagagliaio che va da 460 a 1 365 litri. L'Audi Q3 inoltre pesa meno di 1 500 kg grazie all largo utilizzo dell'alluminio per il cofano motore e il portellone e all'uso di acciai ad alta resistenza per la scocca. Inizialmente i motori sono tutti 2.0 litri, 4 cilindri, a iniezione diretta sovralimentati ed equipaggiati con Stop&Start e recupero dell'energia in frenata. Ci sono benzina 2.0 TFSI da 170 oppure 211 CV più il Diesel 2.0 TDI da 177 CV oppure il meno potente 140 CV a trazione anteriore con cambio manuale a 6 marce. Le trasmissioni sono due: manuale a 6 marce o s-tronic a 7 marce di serie sulle versioni più potenti.
Il cambio s-tronic introduce una nuova funzionalità: in rilascio disinnesta la frizione per permettere all'auto di scorrere più liberamente eliminando parte degli attriti di trascinamento. Tale funzionalità che il guidatore puoi inserire o disinserire contribuisce a ridurre i consumi.
Secondo la casa automobilistica, la Q3 2.0 TFSI da 211 CV consente di andare da 0 a 100 km/h in 6,9 secondi con una velocità massima di 230 km/h; la versione 2.0 TDI 140 CV a trazione anteriore consuma 5,2 litri di gasolio ogni 100 km.

### Versioni speciali

#### Q3 Vail

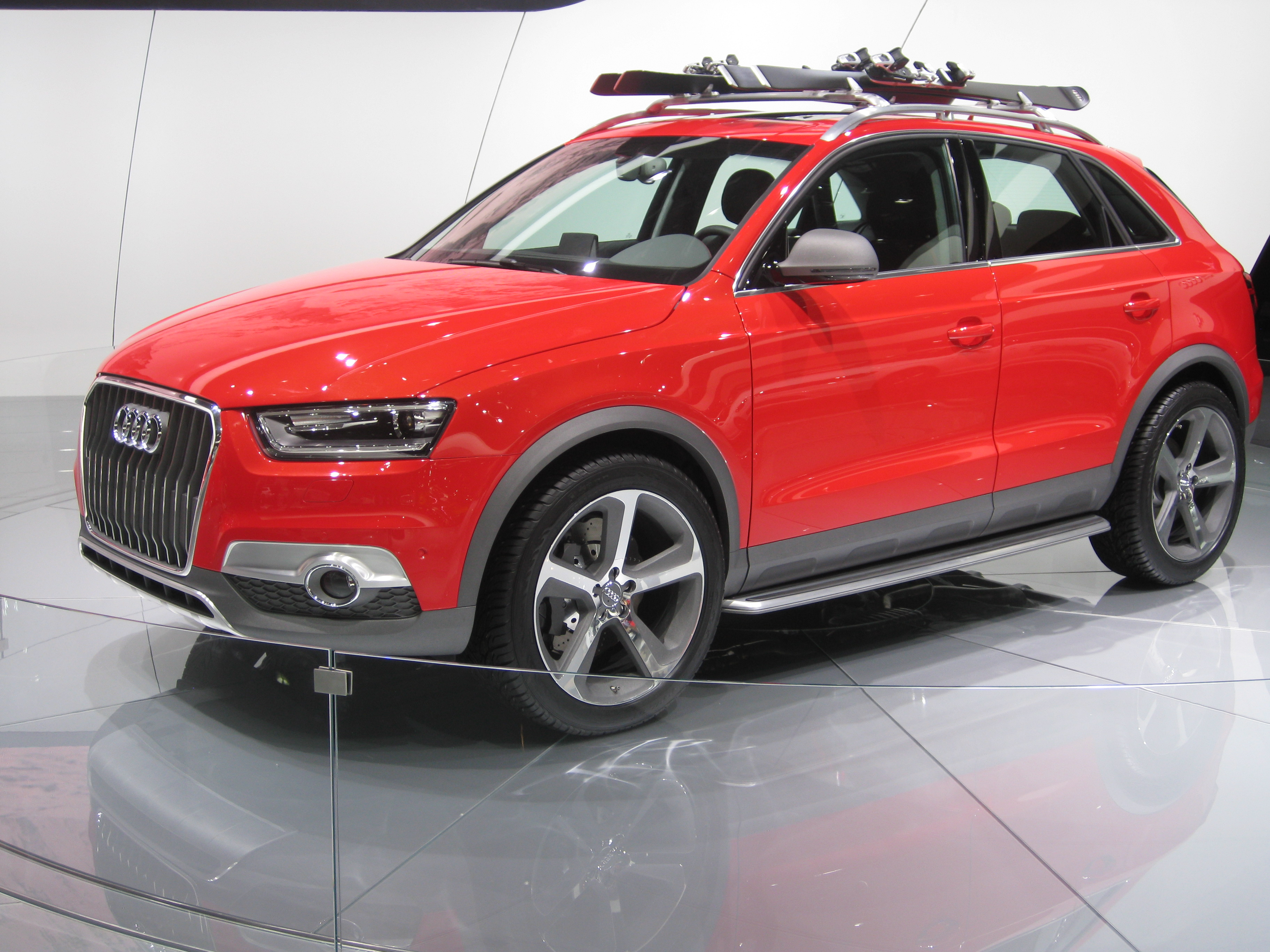
Audi Q3 Vail

La Q3 Vail è stata presentata presso il North American International Auto Show del 2012. Riprende il nome dalla località sciistica nord americana ed è equipaggiata con un propulsore 2.5 TFSI da 314 CV e 400 Nm di coppia abbinato alla trazione integrale e al cambio a doppia frizione S Tronic con sette marce. Così configurata la vettura accelera da 0 a 100 km/h in 5,5 secondi con velocità massima di 262 km/h. La carreggiata è stata ingrandita e sono stati inseriti cerchi da 20 pollici. La dotazione prevede barre in alluminio per il trasporto degli sci, un sistema di irradiazione del calore a raggi infrarossi, un impianto per la ricarica delle batterie e un thermos. Gli interni sono in alcantara e pelle.

#### RS Q3

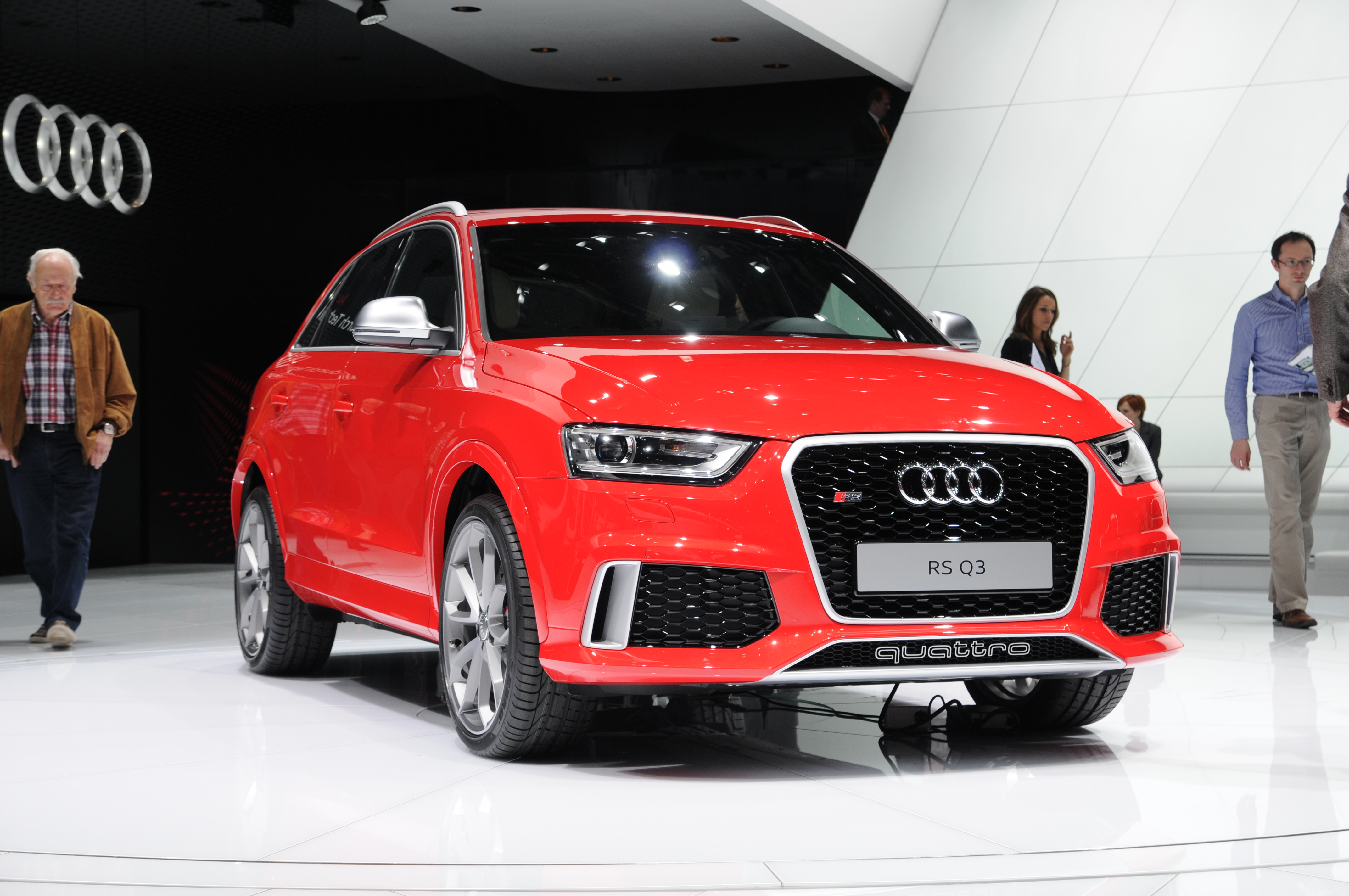
Audi RS Q3

Commercializzata a partire dal 2013, l'Audi RS Q3 è stato il primo SUV dell'Audi a essere dotato della sigla RS che contraddistingue le versioni sportive. Meccanicamente, la vettura monta un propulsore 2.5 da 310 CV che la fa accelerare da 0 a 100 km/h in 5,2 secondi.

### Evoluzione

#### Restyling 2014

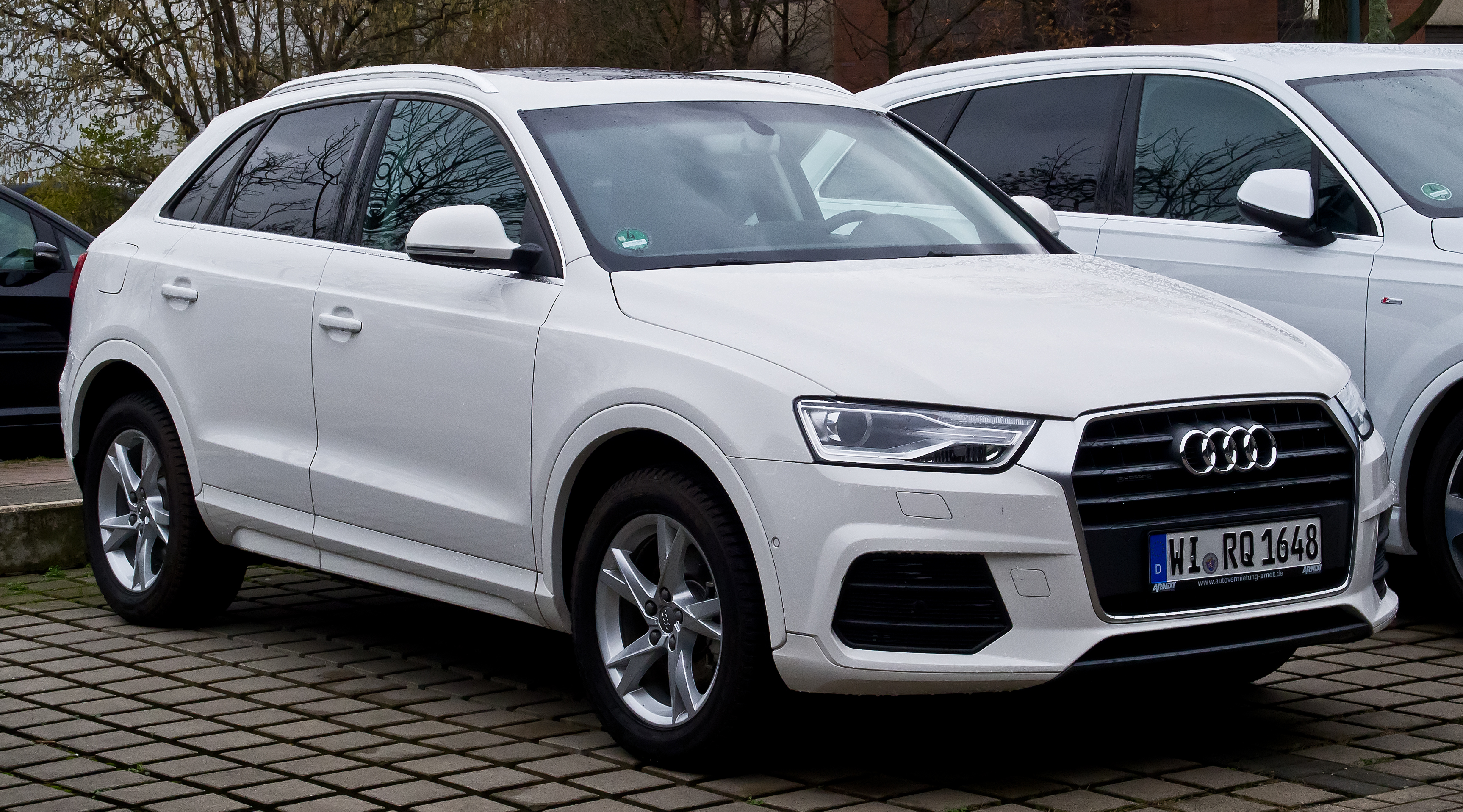
Audi Q3 Quattro Sport Restyling 2014

Nel 2014 l'intera gamma Q3 ha ricevuto un aggiornamento minore. La griglia della versione 2014 ha ora una cornice cromata ampia che tocca i fari su ogni lato e circonda tutta la mascherina "Single Frame" Audi. Le prese d'aria inferiori sono state ampliate. I codolini, i passaruota e le modanature che circondano tutto il profilo inferiore della vettura ora sono in tinta carrozzeria anche per il modello di base (quelli di una volta erano in plastica nera) e il design del paraurti posteriore è stato lievemente rimodellato insieme ai gruppi ottici inferiori posteriori. Inoltre ci sono nuove trame e design per i cerchi in lega.
Le modifiche all'interno sono minime e di dettaglio. L'unica cosa degna di nota è un nuovo design per il volante.

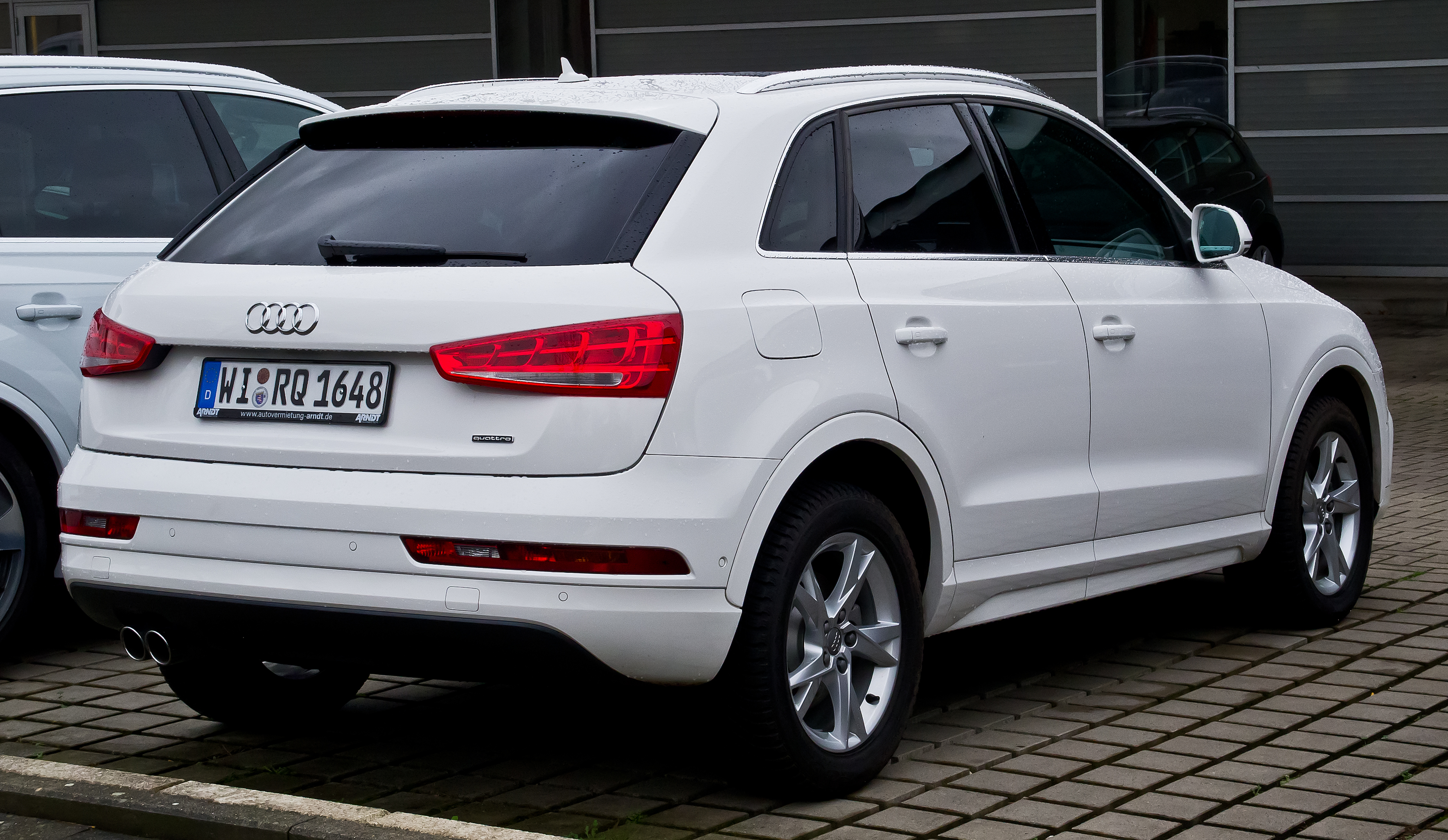
Audi Q3 Restyling 2014, vista posteriore

Su tutta la gamma, ogni motore ha visto un miglioramento delle prestazioni e dell'efficienza di. Il turbo a benzina da 1,4 litri è ora dotato di tecnologia dei cilindro "on-demand", che consente di risparmiare carburante spegnendo due cilindri quando è richiesta meno potenza.
Le unità a benzina 2.0 TFSI ora produce 180 CV e 220 CV. I due motori diesel ricevono rispettivamente un aumento di cavalli, a 150 CV e 184 CV. La versione top di gamma RS Q3 guadagna un 30 CV rispetto al vecchio modello arrivando a quota 340 CV, e la coppia si trova ora a 450 Nm, 30 Nm in più rispetto alla vecchia versione.

#### Motorizzazioni
| Modello                          | Disponibilità | Motore  | Cilindrata (cm³) | Potenza         | Coppia max (Nm) | Emissioni CO2 (g/km) | 0–100 km/h (secondi) | Velocità max (km/h) | Consumo medio (km/L) |
| 2.0 TFSI quattro                 | dall'esordio  | Benzina | 1984             | 125 kW (170 CV) | 280             | 174                  | 8.2                  | 212                 | 13.1                 |
| 2.0 TFSI 211 CV quattro S Tronic | dall'esordio  | Benzina | 1984             | 155 kW (211 CV) | 300             | 179                  | 6.9                  | 230                 | 12.3                 |
| 2.0 TDI                          | dall'esordio  | Diesel  | 1968             | 110 kW (150 CV) | 320             | 137                  | 9.9                  | 202                 | 18.6                 |
| 2.0 TDI 177 CV quattro S Tronic  | dall'esordio  | Diesel  | 1968             | 130 kW (177 CV) | 380             | 156                  | 8.2                  | 212                 | 16.5                 |
| 2.0 TDI 120 CV                   | dal 2015      | Diesel  | 1968             | 88 kW (120 CV)  | 290             | 119                  | 10.9                 | 190                 | 21,7                 |

## Seconda generazione (Typ F3; 2018-)

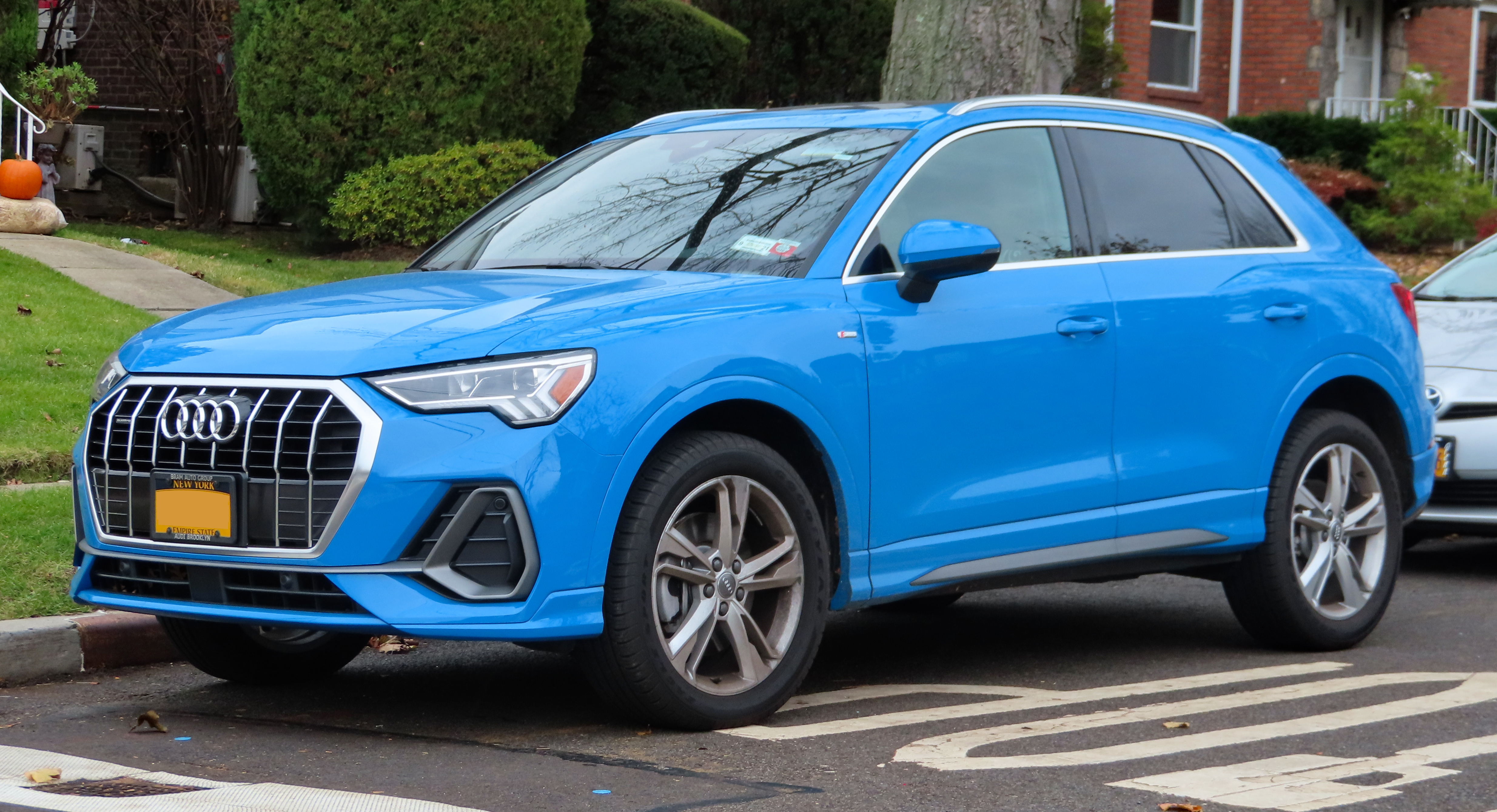
Audi Q3 (2 gen.)

La seconda generazione, costruita sulla piattaforma MQB A2, ha debuttato ufficialmente il 25 luglio 2018. Successivamente sul circuito del Nürburgring è stata presentata una versione sportiva, la SQ3, al quale ha fatto seguito una versione ancora più potente denominata RS Q3.
La versione Sportback è stata presentata a luglio 2019. La Q3 Sportback è leggermente più bassa, più stretta e più lunga, con paraurti, minigonne laterali e parte posteriore della carrozzeria differenti.